# O'Conner Peak
O'Conner Peak är ett berg i Sydgeorgien och Sydsandwichöarna (Storbritannien). Det ligger i den nordvästra delen av Sydgeorgien och Sydsandwichöarna. Toppen på O'Conner Peak är 676 meter över havet, eller 479 meter över den omgivande terrängen. Bredden vid basen är 5,8 km.
Terrängen runt O'Conner Peak är huvudsakligen kuperad, men åt nordost är den platt. Havet är nära O'Conner Peak åt nordväst.  Det finns inga samhällen i närheten. Trakten runt O'Conner Peak består i huvudsak av gräsmarker.